# Luis María Otiñano
Luis María Otiñano (Llodio, 18 maggio 1943 – Malaga, 27 maggio 1997) è stato un calciatore spagnolo, di ruolo attaccante. È morto a 54 anni a causa di un incidente motociclistico.